# Warsaw Cup de 2015
Warsaw Cup de 2015 foi a décima quinta edição do Warsaw Cup, um evento anual de patinação artística no gelo e que fez parte do Challenger Series de 2015–16. A competição foi disputada entre os dias 27 de novembro e 29 de novembro, na cidade de Varsóvia, Polônia.

## Eventos
- Individual masculino
- Individual feminino
- Duplas
- Dança no gelo

## Medalhistas
| Evento                        | Ouro                                       | Prata                                         | Bronze                                         |
| Individual masculino detalhes | Alexander Samarin · Rússia                 | Anton Shulepov · Rússia                       | Zhan Bush · Rússia                             |
| Individual feminino detalhes  | Elizaveta Tuktamysheva · Rússia            | Serafima Sakhanovich · Rússia                 | Anastasia Galustyan · Armênia                  |
| Duplas detalhes               | Aliona Savchenko · Bruno Massot · Alemanha | Nicole Della Monica · Matteo Guarise · Itália | Goda Butkutė · Nikita Ermolaev · Lituânia      |
| Dança no gelo detalhes        | Charlène Guignard · Marco Fabbri · Itália  | Natalia Kaliszek · Maksym Spodyriev · Polônia | Cecilia Törn · Jussiville Partanen · Finlândia |

## Resultados

### Individual masculino
| Pos.              | Nome                       | Nacionalidade | Pontos | PC         | PL          |
| ----------------- | -------------------------- | ------------- | ------ | ---------- | ----------- |
| Medalha de ouro   | Alexander Samarin          | Rússia        | 225.27 | 76.44 (2)  | 148.83 (1)  |
| Medalha de prata  | Anton Shulepov             | Rússia        | 223.52 | 78.64 (1)  | 144.88 (3)  |
| Medalha de bronze | Zhan Bush                  | Rússia        | 206.63 | 61.60 (8)  | 145.03 (2)  |
| 4                 | Michael Christian Martinez | Filipinas     | 206.30 | 65.64 (6)  | 140.66 (4)  |
| 5                 | Matteo Rizzo               | Itália        | 205.05 | 73.29 (3)  | 131.76 (6)  |
| 6                 | Ivan Righini               | Itália        | 202.52 | 67.76 (4)  | 134.76 (5)  |
| 7                 | Franz Streubel             | Alemanha      | 195.26 | 66.39 (5)  | 128.87 (7)  |
| 8                 | Yaroslav Paniot            | Ucrânia       | 180.63 | 63.60 (7)  | 117.03 (8)  |
| 9                 | Stéphane Walker            | Suíça         | 172.87 | 60.77 (9)  | 112.10 (10) |
| 10                | Sondre Oddvoll Bøe         | Noruega       | 168.42 | 56.04 (10) | 112.38 (9)  |
| 11                | Abzal Rakimgaliev          | Cazaquistão   | 157.24 | 51.54 (13) | 105.70 (11) |
| 12                | Michael Neuman             | Eslováquia    | 154.93 | 53.92 (11) | 101.01 (12) |
| 13                | Krzysztof Gała             | Polônia       | 151.45 | 51.72 (12) | 99.73 (13)  |
| 14                | Nicolas Dubois             | Suíça         | 144.89 | 51.52 (14) | 93.37 (14)  |
| 15                | Łukasz Kędzierski          | Polônia       | 138.06 | 49.07 (16) | 88.99 (15)  |
| 16                | Marco Klepoch              | Eslováquia    | 138.06 | 49.19 (15) | 88.87 (16)  |
| 17                | Patrick Myzyk              | Polônia       | 129.94 | 45.45 (18) | 84.49 (17)  |
| 18                | Marco Zandron              | Itália        | 123.12 | 48.26 (17) | 74.86 (18)  |

### Individual feminino
| Pos.              | Nome                   | Nacionalidade    | Pontos | PC         | PL         |
| ----------------- | ---------------------- | ---------------- | ------ | ---------- | ---------- |
| Medalha de ouro   | Elizaveta Tuktamysheva | Rússia           | 192.93 | 64.18 (1)  | 128.75 (1) |
| Medalha de prata  | Serafima Sakhanovich   | Rússia           | 176.41 | 53.89 (3)  | 122.52 (2) |
| Medalha de bronze | Anastasia Galustyan    | Armênia          | 162.68 | 58.51 (2)  | 104.17 (3) |
| 4                 | Nicole Schott          | Alemanha         | 140.91 | 48.84 (5)  | 92.07 (4)  |
| 5                 | Nicole Rajičová        | Eslováquia       | 137.93 | 45.91 (9)  | 92.02 (5)  |
| 6                 | Juulia Turkkila        | Finlândia        | 135.65 | 49.67 (4)  | 85.98 (6)  |
| 7                 | Aleksandra Golovkina   | Lituânia         | 131.16 | 47.87 (7)  | 83.29 (7)  |
| 8                 | Helery Hälvin          | Estônia          | 129.92 | 48.17 (6)  | 81.75 (8)  |
| 9                 | Kerstin Frank          | Áustria          | 121.79 | 47.24 (8)  | 74.55 (9)  |
| 10                | Nina Letenayová        | Eslováquia       | 113.51 | 39.99 (10) | 73.52 (10) |
| 11                | Laure Nicodet          | Suíça            | 107.04 | 35.81 (12) | 71.23 (11) |
| 12                | Aneta Janiczková       | República Tcheca | 100.18 | 37.21 (11) | 62.97 (12) |
| 13                | Agnieszka Rejment      | Polônia          | 97.71  | 34.76 (13) | 62.95 (13) |
| 14                | Christina Grill        | Áustria          | 86.36  | 28.30 (15) | 58.06 (14) |
| WD                | Elžbieta Kropa         | Lituânia         | —      | 29.31 (14) | — (WD)     |
| WD                | Milena Danielyan       | Armênia          | —      | — (WD)     |            |

### Duplas
| Pos.              | Nome                                  | Nacionalidade | Pontos | PC        | PL         |
| ----------------- | ------------------------------------- | ------------- | ------ | --------- | ---------- |
| Medalha de ouro   | Aliona Savchenko / Bruno Massot       | Alemanha      | 209.60 | 76.30 (1) | 133.30 (1) |
| Medalha de prata  | Nicole Della Monica / Matteo Guarise  | Itália        | 191.98 | 65.36 (2) | 126.62 (2) |
| Medalha de bronze | Goda Butkutė / Nikita Ermolaev        | Lituânia      | 149.84 | 45.34 (3) | 104.50 (3) |
| 4                 | Tatiana Danilova / Mikalai Kamianchuk | Bielorrússia  | 138.50 | 45.34 (4) | 93.16 (4)  |
| 5                 | Bianca Manacorda / Niccolò Macii      | Itália        | 121.00 | 41.22 (5) | 79.78 (5)  |
| 6                 | Ioulia Chtchetinina / Noah Scherer    | Suíça         | 114.60 | 36.86 (6) | 77.74 (6)  |
| 7                 | Alexandra Herbríková / Nicolas Roulet | Suíça         | 109.94 | 36.10 (7) | 73.84 (7)  |
| 8                 | Marcelina Lech / Aritz Maestu         | Espanha       | 101.86 | 32.30 (8) | 69.56 (8)  |
| 9                 | Lana Petranović / Michael Lueck       | Croácia       | 97.78  | 28.52 (9) | 69.26 (9)  |
| WD                | Valentina Marchei / Ondřej Hotárek    | Itália        | —      | — (WD)    |            |

### Dança no gelo
| Pos.              | Nome                                  | Nacionalidade | Pontos | DC        | DL         |
| ----------------- | ------------------------------------- | ------------- | ------ | --------- | ---------- |
| Medalha de ouro   | Charlène Guignard / Marco Fabbri      | Itália        | 169.72 | 67.44 (1) | 102.28 (1) |
| Medalha de prata  | Natalia Kaliszek / Maksym Spodyriev   | Polônia       | 147.52 | 59.14 (2) | 88.38 (2)  |
| Medalha de bronze | Cecilia Törn / Jussiville Partanen    | Finlândia     | 136.92 | 55.58 (3) | 81.34 (4)  |
| 4                 | Viktoria Kavaliova / Yurii Bieliaiev  | Bielorrússia  | 136.46 | 52.76 (4) | 83.70 (3)  |
| 5                 | Kavita Lorenz / Panagiotis Polizoakis | Alemanha      | 133.26 | 52.72 (5) | 80.54 (5)  |
| 6                 | Taylor Tran / Saulius Ambrulevičius   | Lituânia      | 123.72 | 50.16 (6) | 73.56 (6)  |
| 7                 | Yura Min / Alexander Gamelin          | Coreia do Sul | 119.84 | 46.50 (7) | 73.34 (7)  |
| 8                 | Thea Rabe / Timothy Koleto            | Noruega       | 107.80 | 42.66 (8) | 65.14 (8)  |
| 9                 | Anastasia Safronova / Ilia Zimin      | Rússia        | 99.44  | 37.74 (9) | 61.70 (9)  |

## Quadro de medalhas
| Ordem | País      | Medalha de ouro | Medalha de prata | Medalha de bronze |    | Ordem por total |
| ----- | --------- | --------------- | ---------------- | ----------------- | -- | --------------- |
| 1     | Rússia    | 2               | 2                | 1                 | 5  | 1               |
| 2     | Itália    | 1               | 1                |                   | 2  | 2               |
| 3     | Alemanha  | 1               |                  |                   | 1  | 3               |
| 4     | Polônia   |                 | 1                |                   | 1  | 3               |
| 5     | Armênia   |                 |                  | 1                 | 1  | 3               |
| 5     | Finlândia |                 |                  | 1                 | 1  | 3               |
| 5     | Lituânia  |                 |                  | 1                 | 1  | 3               |
| TOTAL | TOTAL     | 4               | 4                | 4                 | 12 | —               |